# Усадьба Железнова
Уса́дьба Железно́ва была построена в русском стиле в 1892—1895 годы екатеринбургским архитектором Ю. О. Дютель (по другим данным, А. Б. Турчевичем). Усадьба А. А. Железнова расположена по адресу улица Розы Люксембург (до 1919 года — улица Златоустовская), 56. Является памятником архитектуры регионального значения.

## История
Здание было построено Алексеем Никитичем Казанцевым, потомственным почётным гражданином, выходцем из известного екатеринбургского рода купцов Казанцевых (его прадед, Федот Родионович Казанцев, был родным братом купца и городского головы Ивана Родионовича Казанцева). В 1891 году Алексей Никитич приобрёл земельный участок на аукционе у разорившегося золотопромышленника Харитонова.
Некоторые детали здания, выполненные из кирпича, создают подобие деревянной резьбы. Дом похож на русский терем из красного («пудового») кирпича, напоминает купеческий дом Н. В. Игумнова на Большой Якиманке работы ярославского архитектора Н. И. Поздеева. Ажурную ограду сковал Иван Васильевич Волков, выходец из екатеринбургской купеческой семьи.
В композицию усадебного комплекса входят главный дом с флигелем, двор и широкая ограда с воротами. В конце XIX века был богатый сад с мраморным фонтаном, спускавшийся к реке. Сейчас сад сильно зарос, фонтан не работает. Усадьба входит в перечень объектов культурного наследия, находящихся на территории муниципального образования «город Екатеринбург».
До революции дом принадлежал Алексею Анфиногеновичу Железнову, богатому предпринимателю, нажившему состояние золотодобычей, а также торговлей порохом и динамитом.
Он приобрёл усадьбу примерно в 1905 году. Нет никаких свидетельств о его переезде на Златоустовскую улицу ранее 1907 года. Железнов был заядлым любителем лошадей и отличным наездником, возглавлял общество конезаводчиков Екатеринбурга, сам участвовал в скачках в Екатеринбурге, Тюмени и даже в Петербурге. После революции дом неоднократно менял хозяев: вначале его заняли анархисты, затем формировалась воинская часть, потом здание переходит в ведение Наркомпроса, в нём была школа № 93 для детей с нарушениями опорно-двигательного аппарата и слабослышащих. В годы Великой Отечественной войны в дом Железнова был эвакуирован из Москвы Государственный астрономический институт имени П. К. Штернберга (ГАИШ). В подвалах здания, за полутораметровыми кирпичными стенами вдали от транспортных магистралей разместились хронометры Службы точного времени, руководил которой тогда М. С. Зверев. В послевоенное время здания снова перешло в ведение народного образования — до момента создания Института истории и археологии.
В 1988—2013 годах в здании располагался Институт истории и археологии УрО РАН.
17 января 2018 года подписано распоряжение о передаче в концессию памятника архитектуры регионального значения с целью реконструкции и создания бутик-отеля. Концессионером выступает компания «СтройИнвест». Проработку проекта в Свердловской области и подготовку концессионного соглашения осуществил созданный при Корпорации развития Среднего Урала «Центр компетенций ГЧП».

## Архитектура
Жилой дом с мезонином и цокольным этажом находится у южной границы участка усадьбы, с северной стороны находится одноэтажный кирпичный флигель, выходящий торцом на улицу. Вдоль улицы жилой дом и флигель объединены массивной каменной оградой с металлическими решётками, являющейся важной частью архитектурного ансамбля усадьбы. Арочные ворота несут декорированные столбы на каменном цоколе, арки украшены рельефом в виде клинчатой кладки. Перед главным фасадом каменная ограда сменяется ажурной решёткой. Архитектурная композиция усадьбы асимметрична и рассчитана на восприятие с разных точек.
Композиция главного дома также в целом асимметрична и представляет собой сочетание массивных разновысоких объёмов — башнеобразного парадного вестибюля, выступающего левого крыла и мезонина. Объёмы увенчаны обильно декорированными высокими кровлями. В композиции главного фасада доминирует вертикаль гранёной башни, нижний ярус которой имеет высокий портал с выступающим крыльцом.

## Галерея
- Фото начала XX века
- Башенка на входе в усадьбу
- Южная часть здания
- Март 2014
- Вид с торца на фоне новостроек, 2021 год
- Модель усадьбы в Музее архитектуры и дизайна